# Нъ
Нъ, нъ — кириллический диграф, используемый в карачаево-балкарском, ногайском, караимском, крымчакском, крымскотатарском языках.

## Использование
Входит в карачаево-балкарский алфавит на 19-й позиции, считается диграфом. 
Входит в ногайский алфавит на 17-й позиции, считается диграфом.
Входит в караимский алфавит на 18-й позиции, считается диграфом.
Входит в крымчакский алфавит на 16-й позиции, считается диграфом.
Входит в крымскотатарский алфавит на 18-й позиции, считается диграфом.
Во всех перечисленных языках данный диграф обозначает звук [ŋ].
В чаплинском и науканском языках обозначает глухой носовой [n̥].